# Verneuil-sur-Avre
Verneuil-sur-Avre är en kommun i departementet Eure i regionen Normandie i norra Frankrike. Kommunen ligger i kantonen Verneuil-sur-Avre som tillhör arrondissementet Évreux. År 2018 hade Verneuil-sur-Avre 6 602 invånare.

## Befolkningsutveckling
Antalet invånare i kommunen Verneuil-sur-Avre
Referens:INSEE